# Guamsalangan
Guamsalangan (Aerodramus bartschi) är en starkt utrotningshotad fågel i familjen seglare.

## Utseende och läte
Guamsalanganen är en liten (11 cm) seglare utan glans i fjäderdräkten. Ovansida och huvud är mörkt gråbrun på ovansidan. På undersidan är en silverfärgat gråvit på strupe och övre delen av bröstet, medan resten av undersidan är gråare och mörkare. Stjärten är grunt kluven. Lätena består av tjirpanden och kvitter. Inuti grottor använder den ett klickande ljud för ekolokalerisering.

## Utbredning och status
Fågeln förekommer i södra delen av ögruppen Marianerna (Saipan, Tinian, Aguijan och Guam). IUCN kategoriserar den som sårbar.

## Namn
Fågelns vetenskapliga artnamn hedrar Paul Bartsch (1871-1960), tysk-amerikansk malakolog och ringmärkningspionjär.